# Temnobasis simialis
Temnobasis simialis là một loài bướm đêm trong họ Crambidae.